# Fiat 20B
Der Fiat 20B war eine im Ersten Weltkrieg gebaute Artilleriezugmaschine für schwere Lasten.

## Geschichte
Der Fiat 20B wurde aus dem Fiat 30, einer Zugmaschine für schwere Lasten, entwickelt. Ein Prototyp entstand Ende 1914, das Fahrzeug ging 1915 in Serie, Hauptabnehmer war die italienische Armee, welche folgende Stückzahlen bestellte:
- 1915 in zwei Bestellungen 202 Stück
- 1916 in zwei Bestellungen 175 Stück
- 1917 eine Bestellung über 75 Stück
- 1918 eine Bestellung über 145 Stück

zusammen 597 Stück. Außerdem bestellte im Jahr 1916 Frankreich 75 Stück. Demgegenüber wird von anderer Seite die Gesamtstückzahl der von Ende 1915 bis 1920 gebauten Fiat 20B mit 800 Stück angegeben.
Der Fiat 20B fand Verwendung als Zugmaschine für schwere Lasten, vor allem für Geschütze. Überlieferte Photos zeigen das Fahrzeug vor allem als Zugmaschine für die 149-mm-Kanone 149/35 M00 und den 260-mm-Mörser 260/9 M16, die üblicherweise zweilastig transportiert wurden, theoretisch aber auch einlastig mit Fiat 20B gezogen werden konnten. Daneben gibt es Bilder, die das Fahrzeug als Zugmaschine für mehrere zweiachsige Anhänger wie auch als Bergungsfahrzeug zeigen.
Im italienischen Heer blieben Fiat 20B bis in den Zweiten Weltkrieg in Gebrauch, wurden aber seit den 1930er Jahren durch den Breda TP 32 sukzessive ersetzt.
Ein Exemplar, das erhalten geblieben ist, kann im Museo Storico della Motorizzazione Militare in Rom besichtigt werden.

## Technische Daten
Das Fahrgestell war aus dem des Fiat 30 weiterentwickelt. Die sehr großen Hinterräder bestanden aus Eisen mit V-förmigen Profilen, die erheblich kleineren Vorderräder waren vollgummibereift. Nur die Hinterräder waren angetrieben, der Antrieb lief über eine blechverkleidete Kette. Das Getriebe hatte vier Vorwärts- und einen Rückwärtsgang. Die Fahrerkabine war zurückgesetzt, der Motor durch eine Haube verkleidet. Häufig wurde das Fahrzeug zur Senkung des Bodendruckes mit Radgürteln versehen. Im hinteren Teil befand sich eine vom Fahrzeugmotor antreibbare Winde mit einem ca. 50 m langen Seil.
Der wassergekühlte Viertakt-Ottomotor vom Typ Fiat 67 wurde vom Fiat 30 übernommen: Vier paarweise zusammengefasste Zylinder (130 × 200 mm Bohrung × Hub), woraus sich ein Hubraum von 10.618 cm³ errechnet. Die Leistung wurde jetzt auf 70 PS gesteigert. Die Batterie hatte 12 V.
Das Führerhaus, zunächst aus Blech mit seitlichen Verkleidungen aus Segeltuch, darin Fenster aus Zelluloid, wurde bei den letzten Exemplaren durch ein faltbares Verdeck aus Leinwand ersetzt.
Die letzte Änderung erfolgte 1938, als die vollgummibereiften Vorderräder durch solche mit pneumatischen Reifen 175×720,5 ersetzt wurden.